# Yamada Matsuichi
Matsuichi Yamada (山田 松市, sinh ngày 21 tháng 2 năm 1961) là một huấn luyện viên và cựu cầu thủ bóng đá người Nhật Bản.

## Sự nghiệp Huấn luyện viên
Matsuichi Yamada đã dẫn dắt Shonan Bellmare và Vanraure Hachinohe.